# Pyratula canariae
Pyratula canariae är en tvåvingeart som beskrevs av Chandler och Ribeiro 1995. Pyratula canariae ingår i släktet Pyratula och familjen platthornsmyggor. Inga underarter finns listade i Catalogue of Life.